# 白云机场北站
白云机场北站是广州东环城际的一个车站，位于中国广东省广州市花都区，由广东城际运营。车站设在广州白云国际机场地面综合交通中心地下，与广州地铁机场北站设有连接通道换乘，主要服务于往来白云机场的旅客。车站于2020年11月30日启用。

## 车站结构
白云机场北站共有三层，其上盖为广州白云国际机场地面综合交通中心以及二号航站楼。地下二层为站厅层；地下三层为月台层。车站共设置1个站台、2条轨道线，北侧有站后双存车线。站内设置了一个洗手间，位于站厅层到达大厅C口出站闸机旁。

### 车站楼层
| 地面     |          | 广州白云国际机场交通中心              |  |  |
| 地下一层 |          | 广州白云国际机场交通中心              |  |  |
| 地下二层 | 站厅层   | 售票处、进站口、候车区、出站口        |  |  |
| 地下三层 | 1站台    | 广州东环城际 终点站台                 |  |  |
|          | 岛式站台 |                                       |  |  |
|          | 2站台    | 广州东环城际 花都方向（下站：花山镇） |  |  |

### 站厅
白云机场北站站厅分为售票大厅、出发大厅以及到达大厅三个部分，售票大厅和出发大厅以安检分隔，出发大厅和到达大厅以玻璃屏风划分，到达大厅与售票大厅之间有通道连通。
售票大厅設有售票機、自动售卡/充值机、客務中心、驻站警务室，以及乘坐旅客列车临时身份证明自助办理机、自动售卖机等自助服务设施。
候车区设置于出发大厅非付费区，进入候车区需通过入站安检，候车区内设有座椅等设施供乘客休息使用。付费区位于车站西侧，出发大厅和到达大厅的付费区均设有三条扶手电梯以及一条楼梯连接月台，在到达大厅有一台专用电梯连接站厅和月台。

### 月台
本站仅设有一个岛式月台，位于机场交通中心地底。
月台设有少量座椅供乘客候车使用。
车站启用初期，月台幕門的英文站名使用了国铁格式的纯拼音站名“Baiyunjichangbei”，后来广东城际以“Baiyun Airport North”的贴纸覆盖。
本站北侧（往花都站方向）设有一组交叉渡线，渡线后方直接连接双存车线，用于广州东环城际开通初期所有列车的站前折返。

### 出入口
白云机场北站目前设有3个出入口，其中C出口位于到达大厅，连接白云机场二号航站楼的二层通道，可通往P6、P7以及P8停车场，由于C口位于到达大厅最东侧且未有设置通道连接西侧非付费区，所以C口仅供乘客出站前往二号航站楼使用；D出入口则位于售票大厅，连接白云机场地面综合交通中心；另外车站设有通道连接地铁机场北站供旅客进出车站。
此外，车站C出口设有三台专用电梯，但C口到机场二号航站楼连接通道间仍有超过一米的高度差仅通过扶手电梯连接，未设置专用电梯或者斜道等无障碍设施；而售票大厅内有两组专用电梯连接白云机场地面综合交通中心的D口。
|                                   |                                            |      |                  |                                |
| 編號                              | 设施                                       | 图片 | 出口指示         | 进入车站途径                   |
| C                                 | 无障碍通道标志 · 升降机标志 · 扶手电梯标志 |      | 2号航站楼        | （只出不进）                   |
| D                                 | 扶手电梯标志                               |      | 2号航站楼        | 白云机场地面综合交通中心       |
| 出口                              | 扶手电梯标志                               |      | 机场北站（地铁） | 地铁机场北站转乘城际铁路出入口 |
| 註： 設有 \| 設有 \| 設有扶手電梯 |                                            |      |                  |                                |

## 接駁交通
白云机场北站上盖即为广州白云国际机场2号航站楼及其地面综合交通中心，乘客可在此处转乘飞机、机场快线巴士等其它交通工具前往各地。
此外，白云机场北站附近即为地铁机场北站，可供乘客接驳广州地铁3号线。
| 编号 | 编号  | 线路               | 线路 | 线路               | 收费            | 备注                      |
| ---- | ----- | ------------------ | ---- | ------------------ | --------------- | ------------------------- |
|      | 空港1 | T1航站楼（28号门） | ↺    | T1航站楼（32号门） | 日间3元 夜间4元 | 空港经济区循环线 全天营运 |

| 编号 | 编号                 | 线路               | 线路 | 线路               | 收费 | 备注 |
| ---- | -------------------- | ------------------ | ---- | ------------------ | ---- | ---- |
|      | 机场穿梭巴两楼摆渡线 | T2航站楼（42号门） | ⇆    | T1航站楼（10号门） | 免费 |      |
|      | 机场穿梭巴1线        | T1航站楼（A9号门） | ↺    | T1航站楼（A9号门） | 免费 |      |

## 历史
2020年11月30日，车站随广州东环城际铁路开通而启用。
疫情期间，本站曾受防控措施影响而需要调整服务。因白云机场国际到达区以及地面综合交通中心部分区域封闭作隔离区使用，故D口仅能通往2号航站楼到达大厅的53号门，C口亦时常关闭，直至2023年1月8日恢复。2022年4－5月疫情期间，因T2航站楼需要进行环境消杀，本站于5月7日9时至当晚暂停开放通往机场的出入口，仅保留与地铁机场北站的换乘功能。